# Tiriba-de-orelha-branca
O tiriba-de-orelha-branca (nome científico: Pyrrhura leucotis), também conhecido como querequetê, fura-mato-pequeno ou tiriba-pequeno, é uma ave psitaciforme da família dos psitacídeos (Psittacidae).

## Etimologia
O nome vernáculo tiriba, também registrado na forma tiribaí, deriva do tupi *ti'riwa em sentido definido. Foi registrado a primeira vez em 1667 como tiriuo e então em 1928 como teriba. O vernáculo querequetê, por sua vez, tem origem desconhecida.

## Descrição
A tiriba-de-orelha-branca mede até 23 centímetros de comprimento e pesa de 50 a 53 gramas. Os adultos são sobretudo verdes, com uma coroa marrom na nuca com uma forte lavagem azul na frente. Seu pescoço apresenta um colar azul e há uma faixa frontal final marrom-arroxeada da região ao redor dos olhos e do loro em direção à parte superior das bochechas. As bochechas são azuladas e a cobertura dos ouvidos é esbranquiçada. O peito e a garganta são verdes com barras esbranquiçadas e marrom-escuras. O centro do abdome é marrom-avermelhado e há uma mancha de mesma cor na parte inferior das costas até as coberturas superiores da cauda. Sua asa tem curva vermelha, e a cauda é marrom. Seu olho é castanho-alaranjado e o anel do olho é cinza claro e/ou marrom. Os juvenis, por sua vez, apresentam barras mais tênues no peito. O padrão abdominal vermelho tem penas vermelhas espalhadas. A cera e o anel do olho é nu e cinza e/ou branco.

## Distribuição e habitat
A tiriba-de-orelha-branca vive no sudeste do Brasil, da Bahia ao sul do rio Jequitinhonha, ao sul do Espírito Santo, sudeste de Minas Gerais e antigamente São Paulo. É descrita como geralmente escassa e foi extirpada do sul de sua área de distribuição. A espécie habita o interior e bordas de floresta, clareiras e outros habitats modificados, como plantações de cacau naturalmente sombreadas, parques urbanos e jardins de até 600 metros. Se alimenta de sementes, frutas, bagas, nozes e talvez insetos.

## Conservação
Estima-se que a tiriba-de-orelha-branca tenha um tamanho populacional pequeno (na faixa de 2 500-9 999 indivíduos), considerado em declínio, podendo ocorrer em várias subpopulações pequenas. Por conta disso, a União Internacional para a Conservação da Natureza (UICN / IUCN) a classificou com vulnerável. A principal ameaça à sua permanência é o desmatamento extensivo da floresta que habita. Também se sabe que é comumente capturada para comercialização. No Brasil, consta em várias listas de conservação: em 2005, foi classificada como em perigo na Lista de Espécies da Fauna Ameaçadas do Espírito Santo; em 2010, como criticamente em perigo na Lista de Espécies Ameaçadas de Extinção da Fauna do Estado de Minas Gerais de 2010; em 2014, como vulnerável na Portaria MMA N.º 444 de 17 de dezembro de 2014; em 2017, como em perigo na Lista Oficial das Espécies da Fauna Ameaçadas de Extinção do Estado da Bahia; em 2018, como vulnerável no Livro Vermelho da Fauna Brasileira Ameaçada de Extinção do Instituto Chico Mendes de Conservação da Biodiversidade (ICMBio) e na Lista das Espécies da Fauna Ameaçadas de Extinção no Estado do Rio de Janeiro; e em 2022, como vulnerável na Lista Oficial da Fauna Brasileira Ameaçada de Extinção: Aves. Anexo 2 Portaria MMA N.º 148, de 7 de junho de 2022.